# Golpe de Estado de 12 de Dezembro

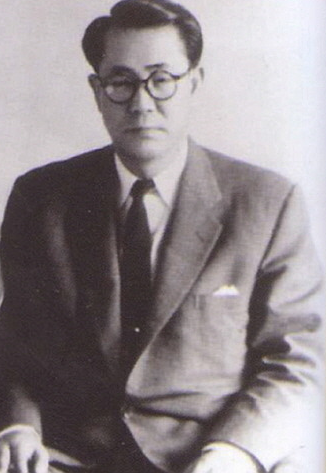
Choi Kyu-hah, presidente interino da Coreia do Sul na época do golpe.

Golpe de Estado de 12 de dezembro (Hangul: 12.12 군사반란; Hanja: 12.12 軍事叛亂) ou Insurreição militar de 12.12 foi um golpe de estado militar que ocorreu a 12 de dezembro de 1979 na Coreia do Sul.
O tenente general do exército da República da Coreia, Chun Doo-hwan, comandante do Comando de Defesa e Segurança, atuando sem a autorização do presidente Choi Kyu-ha, ordenou a detenção do general Jeong Seung-hwa, Supremo Chefe de Estado do Exército sul-coreano, acusando-o de participação no assassinato do presidente Park Chung Hee. Isso originou um sangrento tiroteio no Quartel General do Exército e Ministro da Defesa. Na manhã seguinte, Chun e seus companheiros graduados na décima classe da Academia Militar, como o general Roh Tae-woo, comandante general da 9ª Divisão de Infantaria, e o general Jeong Ho-yong estavam responsáveis pelas forças armadas da Coreia. Chun foi apoiado no Golpe de Estado e na posterior consolidação do poder pelo poderoso grupo privado de oficiais chamado Hanahoe.
O Golpe de Estado de 12 de Dezembro e o Golpe de Estado de 17 de Maio motivaram o término da Quarta República da Coreia do Sul, dando lugar à Quinta República da Coreia do Sul.